# Khwaja Ahmad Abbas
Khwaja Ahmad Abbas (Panipat, 7 giugno 1914 – Mumbai, 1º giugno 1987) è stato un regista indiano.

## Biografia
Regista attento alle problematiche del suo Paese, che emersero nei suoi film in un crudo realismo.

## Filmografia
- Naya Sansar (1941)
- Neecha Nagar (1946)
- Dharti Ke Lal (1946)
- Dr. Kotnis Ki Amar Kahani (1946)
- Aaj Aur Kal (1947)
- Awara (1951)
- Anhonee (1952)
- Rahi 1953
- Munna (1954)
- Shree 420 (1955)
- Jagte Raho (1956)
- Pardesi (1957)
- Char Dil Char Rahen (1959)
- Eid Mubarak (1960)
- Gir Game Sanctuary (1961)
- Flight to Assam (1961)
- Gyara Hazar Ladkian (1962)
- Teen Gharaney (1963)
- Shehar Aur Sapna (1963)
- Hamara Ghar (1964)
- Tomorrow Shall Be Better (1965)
- Aasman Mahal (1965)
- Bambai Raat Ki Bahon Mein (1967)
- Dharti Ki Pukaar (1967)
- Chaar Shaher Ek Kahani (1968)
- Saat Hindustani (1969)
- Mera Naam Joker (1970)
- Do Boond Pani (1971)
- Bharat Darshan (1972)
- Luv Kush (1972)
- Bobby (1973)
- Kal Ki Baat (1973)
- Achanak (1973)
- Juhu (1973) (TV)
- Faslah (1974)
- Papa Miya of Aligarh (1975)
- Phir Bolo Aaye Sant Kabir (1976)
- Dr. Iqbal (1978)
- The Naxalites (1980)
- Hindustan Hamara (1983)
- Love in Goa (1983)
- Nanga Fakir (1984) (TV)
- Ek Aadmi (1988)
- Akanksha (1989) (TV)
- Henna (1991)